# Buy.com Tour 2002
De Buy.com Tour 2002 was het 13de seizoen van de opleidingstour van de PGA Tour en het derde en laatste seizoen onder de naam Buy.com Tour. Het seizoen begon met het Jacob's Creek Open Championship, in maart 2002, en eindigde met het Buy.com Tour Championship, in november 2002. Er stonden 28 toernooien op de agenda.

## Kalender
| Data  | Data  | Toernooi                                         | Plaats                        | Winnaar          | Score | Score | Info                              |
| ----- | ----- | ------------------------------------------------ | ----------------------------- | ---------------- | ----- | ----- | --------------------------------- |
| 07-03 | 10-03 | Jacob's Creek Open Championship                  | Adelaide, Australië           | Gavin Coles      | 279   | –9    | Nieuw toernooi; opgericht in 1960 |
| 14-03 | 17-03 | Holden Clearwater Classic                        | Christchurch, Nieuw-Zeeland   | Peter O'Malley   | 271   | –17   | Nieuw toernooi; opgericht in 1920 |
| 11-04 | 14-04 | Louisiana Open                                   | Broussard, Louisiana          | Steve Alker po   | 264   | –20   |                                   |
| 18-04 | 21-04 | Arkansas Classic                                 | Hot Springs Village, Arkansas | Jace Bugg        | 271   | –17   |                                   |
| 25-04 | 28-04 | Charity Pro-Am at the Cliffs                     | Greenville, South Carolina    | Charles Warren   | 264   | –23   |                                   |
| 02-05 | 05-05 | Virginia Beach Open                              | Virginia Beach, Virginia      | Cliff Kresge po  | 277   | –11   |                                   |
| 09-05 | 12-05 | Richmond Open                                    | Richmond, Virginia            | Patrick Moore    | 268   | –20   |                                   |
| 16-05 | 18-05 | Carolina Classic                                 | Raleigh, North Carolina       | Zoran Zorkic     | 274   | –10   |                                   |
| 30-05 | 02-06 | Northeast Pennsylvania Classic                   | Scranton, Pennsylvania        | Gary Hallberg    | 270   | –14   |                                   |
| 06-06 | 09-06 | Canadian PGA Championship                        | Toronto, Ontario              | Arron Oberholser | 268   | –16   |                                   |
| 13-06 | 16-06 | Lake Erie Charity Classic at Peek 'n Peak Resort | Findley Lake, New York        | Patrick Moore    | 275   | –9    | Nieuw toernooi                    |
| 27-06 | 30-06 | Knoxville Open                                   | Knoxville, Tennessee          | Darron Stiles    | 272   | –16   |                                   |
| 04-07 | 07-07 | Hershey Open                                     | Hershey, Pennsylvania         | Cliff Kresge po  | 276   | –8    |                                   |
| 11-07 | 14-07 | Dayton Open                                      | Dayton, Ohio                  | Jason Buha       | 265   | –23   |                                   |
| 18-07 | 21-07 | Fort Smith Classic                               | Fort Smith, Arkansas          | Todd Fischer     | 269   | –11   |                                   |
| 25-07 | 28-07 | Price Cutter Charity Championship                | Springfield, Missouri         | Patrick Sheehan  | 269   | –19   |                                   |
| 01-08 | 04-08 | Omaha Classic                                    | Omaha, Nebraska               | Jay Delsing      | 267   | –21   |                                   |
| 08-08 | 11-08 | LaSalle Bank Open                                | Chicago, Illinois             | Marco Dawson     | 276   | –12   | Nieuw toernooi                    |
| 15-08 | 18-08 | Wichita Open                                     | Wichita, Kansas               | Tyler Williamson | 272   | –16   |                                   |
| 22-08 | 25-08 | Permian Basin Open                               | Odessa, Texas                 | Tag Ridings po   | 272   | –16   |                                   |
| 05-09 | 08-09 | Utah Classic                                     | Salt Lake City, Utah          | Arron Oberholser | 202   | –14   | 54-holes (regenweer)              |
| 12-09 | 15-09 | Oregon Classic                                   | Eugene, Oregon                | Jason Gore       | 270   | –18   |                                   |
| 19-09 | 22-09 | Albertsons Boise Open                            | Boise, Idaho                  | Jason Gore       | 273   | –11   |                                   |
| 26-09 | 29-09 | State Farm Open                                  | Rancho Cucamonga, Californië  | Andy Miller po   | 272   | –16   |                                   |
| 03-10 | 06-10 | Monterey Peninsula Classic                       | Moreno Valley, Californië     | Roland Thatcher  | 283   | –5    |                                   |
| 10-10 | 13-10 | Gila River Golf Classic                          | Chandler, Arizona             | David Branshaw   | 262   | –22   |                                   |
| 23-10 | 26-10 | Hibernia Southern Open                           | Shreveport, Louisiana         | David Morland IV | 197   | –19   | 54-holes (regenweer)              |
| 30-10 | 02-11 | Buy.com Tour Championship                        | Dothan, Alabama               | Patrick Moore    | 206   | –10   | 54-holes (regenweer)              |